# مادلن دو سکودری
مادلن دو سکودری (به فرانسوی: Madeleine de Scudéry) ادبیاتشناس و نویسنده قرن هفدهم میلادی اهل فرانسه است.